# Michael Hopkins (astronauta)
Michael Scott Hopkins (Lebanon, 28 dicembre 1968) è un ex astronauta statunitense.
Venne lanciato per la sua prima missione spaziale nel settembre 2013 a bordo della Sojuz TMA-10M per le Expedition 37/38 della Stazione spaziale internazionale. Tornò nello spazio nel novembre 2020 come comandante della missione SpaceX Crew-1, la prima missione operativa del veicolo commerciale Crew Dragon.

## Carriera militare

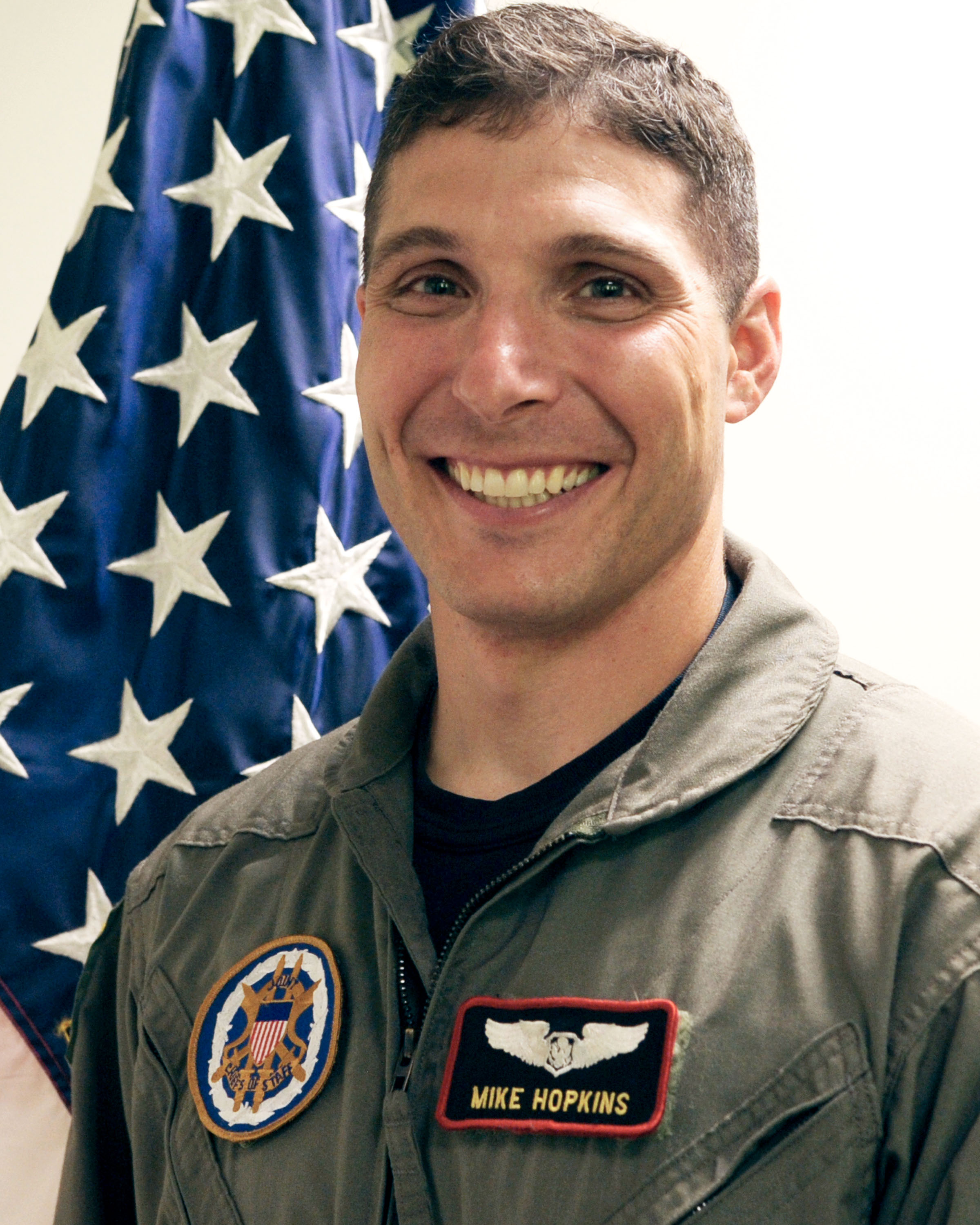
Hopkins durante la carriera militare

Dopo aver conseguito la laurea in ingegneria aerospaziale all'Università dell'Illinois nel 1991 e un Master nello stesso campo all'Università di Stanford, prese servizio attraverso il AFROTC come sottotenente della Aviazione statunitense nel gennaio 1992. Nell'aprile 1993 venne assegnato alla Kirtland Air Force Base di Albuquerque, Nuovo Messico, dove lavorò su tecnologie avanzate per i sistemi spaziali. Nel 1996 frequentò il corso di ingegnere collaudatore presso la United States Air Force Test Pilot School alla Edwards Air Force Base in California. Dopo la laurea nel 1997, lavorò al 418 Flight Test Squadron, testando gli aerei C-17 e C-130. Due anni dopo si trasferì a Cold Lake, Alberta, come ufficiale di scambio con il Canadian Flight Test Center. Nel 2002 venne selezionato come Olmsted Scholar per il The Olmsted Scholar Program. Dopo sei mesi di formazione linguistica presso il Defense Language Institute di Monterey in California, si trasferì a Parma, Italia dove studiò scienze politiche presso l'Università degli Studi di Parma. Nel 2005 venne assegnato all'Ufficio Rapid Capabilities dell'Aviazione al Pentagono, dove lavorò come ingegnere di progetto e responsabile del programma. Dal 2008 fino alla sua selezione di astronauta, è stato assistente speciale del Vice Presidente del Joint Chiefs of Staff. A luglio 2020 venne trasferito dall'Aeronautica alla Space Force statunitense.

## Carriera alla NASA

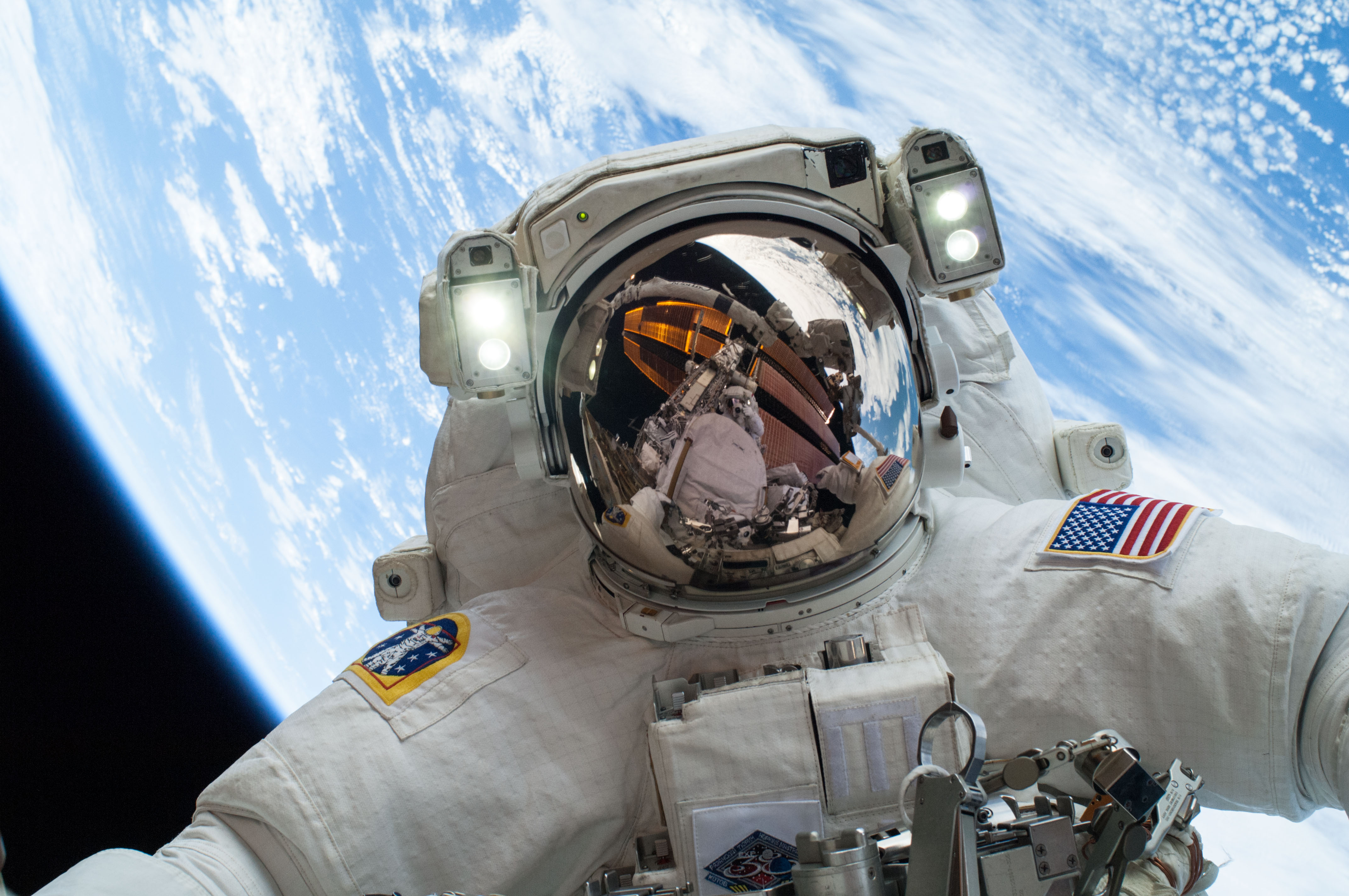
Hopkins all'interno della tuta EMU durante un'EVA

Hopkins è stato selezionato come astronauta del Gruppo 20 della NASA nel luglio 2009, iniziando l'addestramento di base al Johnson Space Center a Houston il mese successivo. Nel novembre 2011 ha completato l'addestramento di base che comprendeva lezioni tecniche e scientifiche, lezioni sui sistemi della Stazione spaziale internazionale (ISS), attività extraveicolari e robotiche, addestramento di volo sul T-38 e l'addestramento di sopravvivenza nella giungla e nell'acqua, venendo qualificato come astronauta assegnabile ad un volo spaziale. 

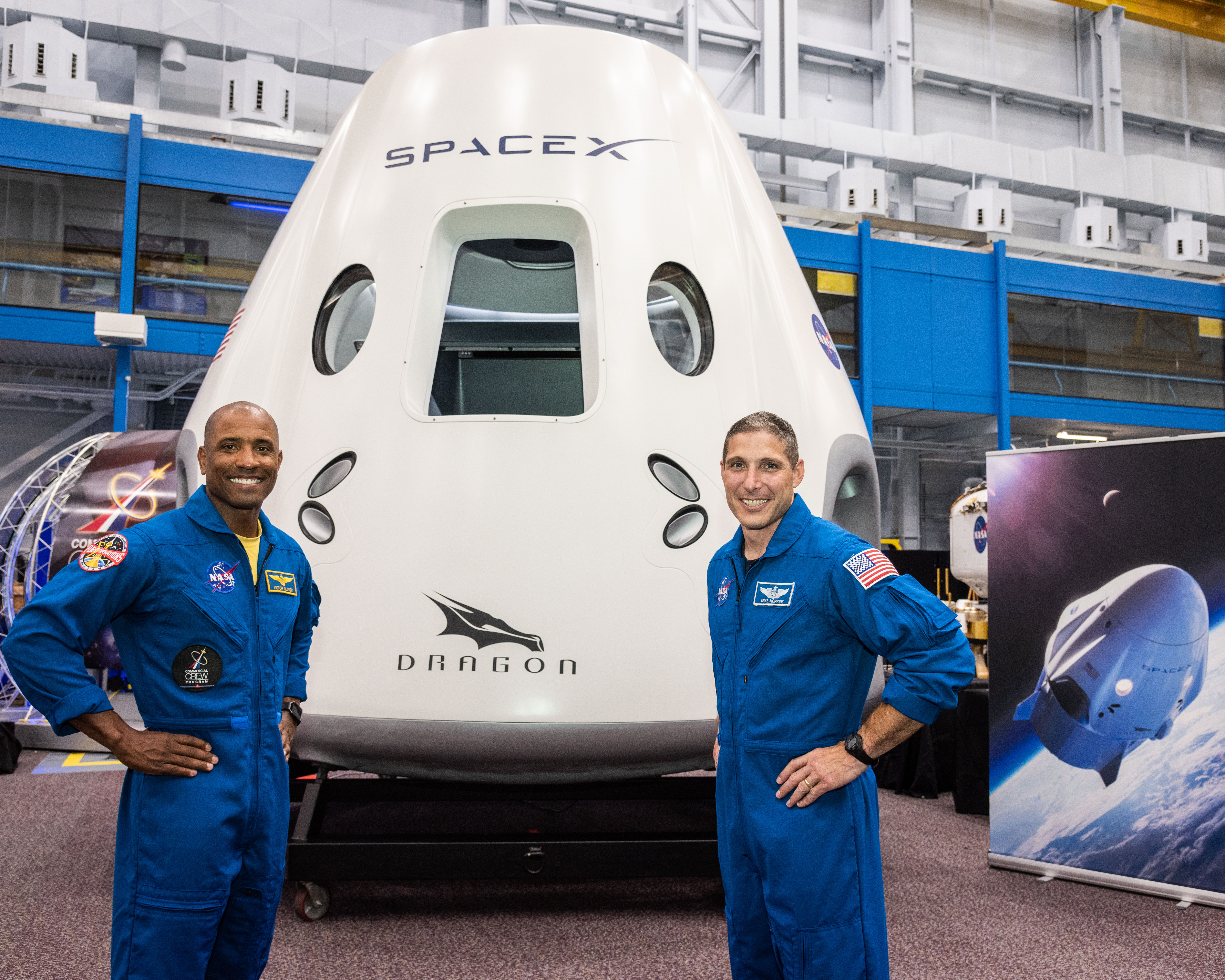
Glover (sinistra) e Hopkins davanti al mockup della navicella Dragon 2 al JSC

### Expedition 37/38
Il 25 settembre 2013 è partito per la sua prima missione a bordo della capsula Sojuz TMA-10M insieme ai cosmonauti russi Oleg Kotov e Sergej Rjazanskij, con i quali ha raggiunto la Stazione spaziale internazionale dopo alcune ore di volo. Hopkins è rimasto a bordo della stazione come Ingegnere di Volo durante le Expedition 37/38 fino al 10 marzo 2014. Durante il suo periodo sulla Stazione, ha condotto esperimenti scientifici ed ha effettuato operazioni di manutenzione di bordo, tra cui due EVA con Richard Mastracchio per cambiare un modulo pompa degradato, accumulando 12 ore e 58 minuti all'esterno della ISS. Ha lasciato la NASA il 2 maggio 2023 dopo 14 anni di servizio.

### SpaceX Crew-1
Il 3 agosto 2018 durante una conferenza la NASA ha annunciato gli equipaggi del volo di prova e della prima missione operativa delle due navicelle; Hopkins è stato assegnato al primo volo operativo della navicella Dragon 2 (SpaceX Crew-1) insieme a Victor Glover, con partenza prevista per il 2020. Il 16 novembre 2020 partì come comandante della missione con il pilota Glover e gli ingegneri di volo Shannon Walker e Soichi Noguchi per partecipare alla missione di lunga durata Expedition 64 della ISS.

## Vita privata
Metodista non praticante, dopo il matrimonio si è convertito alla religione cattolica della moglie, nella quale ha educato anche i figli.